# Bowl Prechamber Ignition
Bowl Prechamber Ignition (zu Deutsch: Muldenvorkammerzündung), auch bekannt als BPI-Verfahren, ist ein Brennverfahren für Ottomotoren, die mit einem mageren Kraftstoffluftgemisch {\displaystyle (\lambda >1)} betrieben werden. Es zeichnet sich durch eine besondere Bauart der Zündkerze aus, die selbst extrem magere Gemische noch zuverlässig zünden kann, der sogenannten Vorkammerzündkerze. Die Zündelektroden dieser Zündkerze sind mit einer Art gezielt perforierten Kapsel umschlossen, die eine Vorkammer bilden. Beim Verdichtungshub des Kolbens wird weniger als 5 % der Kraftstoffmasse gezielt in die Kolbenmulde eingespritzt, der dann kurz vor dem oberen Totpunkt aufgrund der im Brennraum herrschenden Druckverhältnisse durch die Löcher in der Vorkammer in die Vorkammerzündkerze eintritt. Innerhalb der Vorkammerzündkerze wird so in jedem Betriebszustand des Motors ein zündfähiges Gemisch gebildet, das vom Zündfunken entzündet werden kann. Durch die Löcher in der Vorkammer treten nach der Zündung Flammenstrahlen aus, die, anders als ein konventioneller Zündfunke, auch extrem magere Gemische entzünden können. Trotz seiner Namensähnlichkeit ist Bowl Prechamber Ignition technisch nicht mit dem Vorkammerverfahren bei Dieselmotoren verwandt.
Anders als beim vergleichbaren Mahle Jet Ignition Verfahren ist beim BPI-Verfahren nur ein Injektor für die beiden Einspritzungen pro Arbeitsspiel erforderlich: Durch eine erste, frühe Einspritzung im Saughub wird ein homogen mageres Grundgemisch, durch eine zweite, späte Kleinstmengen-Einspritzung erfolgt die lokale Gemischanreicherung.
Über die Dauer der Einspritzung im Verdichtungshub kann das lokale Luftverhältnis in der Vorkammerkerze variiert werden. Das lokale Luftverhältnis kann experimentell beispielsweise durch Ionenstrommessung oder durch Entnahme über eine Kapillare und Analyse mit einem echtzeitfähigen Fast Response Flame Ionisation Detector (FRFID) experimentell quantifiziert werden.

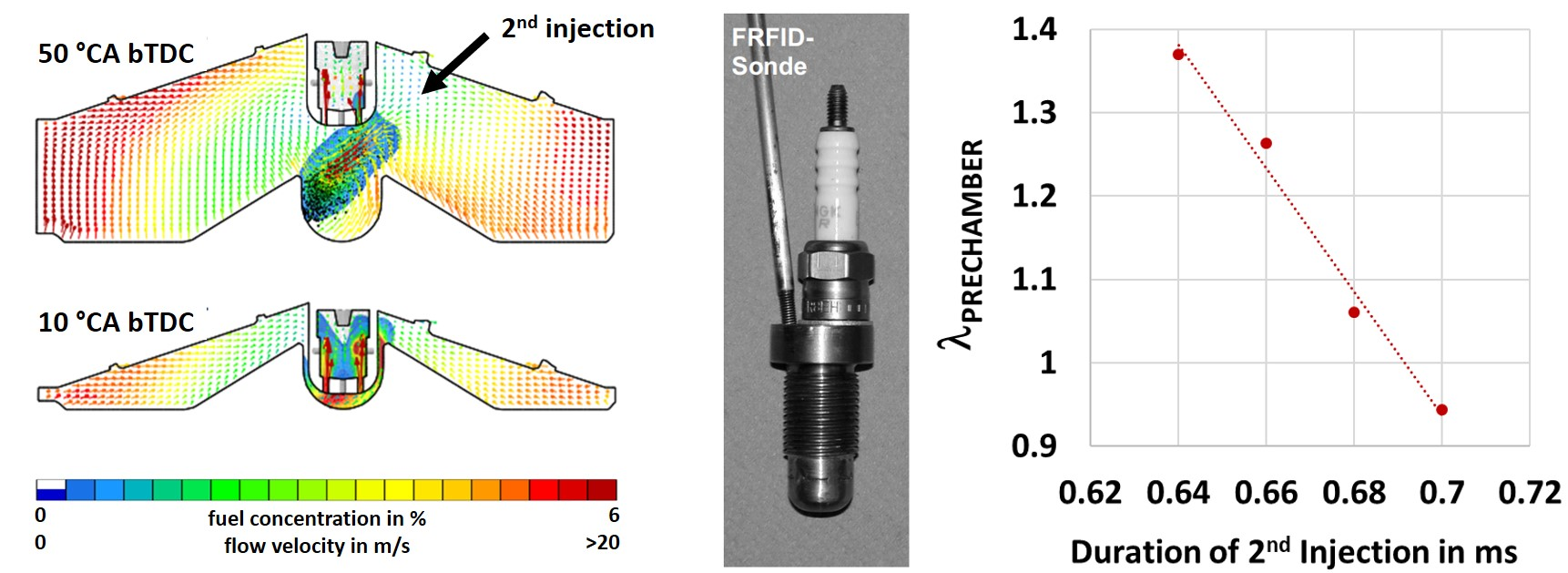
Lokale Gemischanreicherung durch Kleinstmengeneinspritzung im Kompressionshub, Variation des lokalen Luftverhältnisses über die Einspritzdauer (links: CFD, rechts Experiment)